# Erioptera (Erioptera) beebeana
Erioptera (Erioptera) beebeana is een tweevleugelige uit de familie steltmuggen (Limoniidae). De soort komt voor in het Neotropisch gebied.